# Gondiães (Cabeceiras de Basto)
Gondiães is een plaats (freguesia) in de Portugese gemeente Cabeceiras de Basto en telt 314 inwoners (2001).